# Panteón de reyes de la Catedral de Oviedo

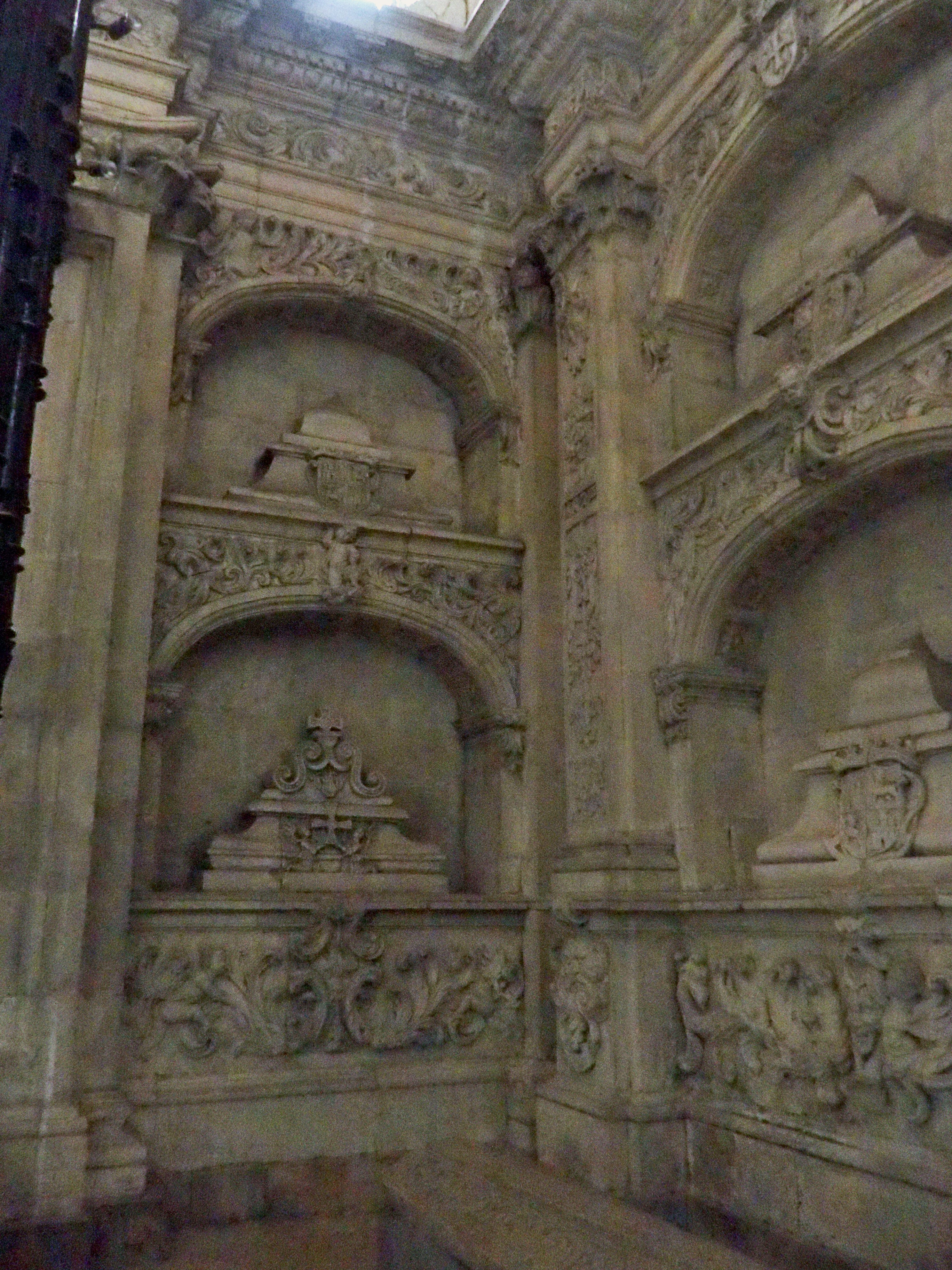
Panteón de Reyes de la catedral de Oviedo.

El Panteón de reyes de la catedral de Oviedo se encuentra ubicado en el interior de la capilla de Nuestra Señora del Rey Casto de la catedral de San Salvador de Oviedo, que está situada en el lado norte del crucero, y en él recibieron sepultura numerosos miembros de la realeza astur-leonesa durante la Alta Edad Media. 
El primitivo panteón real se encontraba en el interior de la iglesia de Nuestra Señora del Rey Casto, adosada a la catedral de Oviedo, y había sido construido por deseo del rey Alfonso II de Asturias, en el siglo IX, aunque ambos fueron demolidos a principios del siglo XVIII, debido a su mal estado de conservación, por iniciativa del obispo de Oviedo Tomás Reluz, y edificados de nuevo en estilo barroco, siendo consagrados en 1712.

## El primitivo panteón de reyes

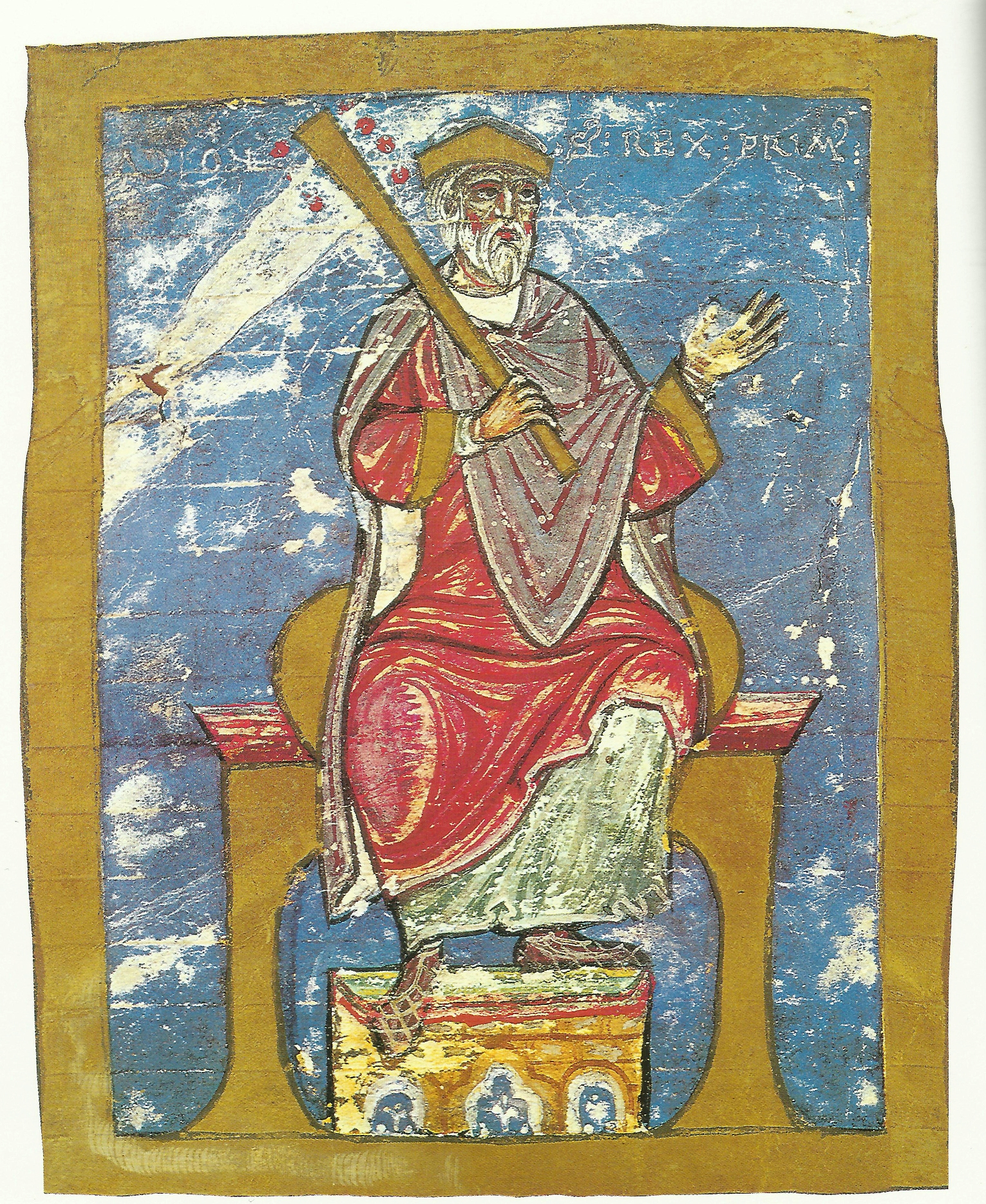
Alfonso II de Asturias, miniatura del Tumbo A de la catedral de Santiago de Compostela.

El rey Alfonso II de Asturias ordenó a principios del siglo IX la construcción de una iglesia dedicada a Nuestra Señora, en la ciudad de Oviedo, con el propósito de destinarla a panteón real y de que en él recibieran sepultura sus propios restos mortales. Y posteriormente, dicha iglesia fue conocida con el nombre de iglesia de Nuestra Señora del Rey Casto, en honor a su fundador.
El primitivo panteón real ocupaba el nártex de la iglesia de Ntra. Sra. del Rey Casto, y el ingreso principal a esta última, en vez de realizarse a través de aquel, se realizaba mediante una portada abierta en el brazo meridional del crucero de la iglesia, a fin de dedicar el nártex exclusivamente a contener los restos mortales de los monarcas allí sepultados.
El primitivo panteón real era una pequeña estancia cuadrilonga de veinte pies de ancho, correspondiéndose de ese modo con la anchura de la nave principal de la iglesia, de doce pies de fondo, y con unos ocho o diez pies de alto. Su techumbre era de madera, y sobre el panteón real estaba situado un coro alto o tribuna que, al igual que en las iglesias de San Miguel de Lillo o de San Salvador de Valdediós, se encontraba situado sobre el nártex. 
A ambos lados del panteón había dos camarines de similares medidas a las de aquel, y en uno de ellos se encontraba la escalera que permitía el acceso a la tribuna situada sobre el panteón, y el otro posiblemente estuviera destinado a guardar los objetos de culto del templo. El panteón se comunicaba con la iglesia mediante una estrecha puerta, frontera al altar mayor de la iglesia, y una pequeña ventana, y ambas, según refieren los cronistas de la época, estaban cerradas con gruesas barras de hierro que casi impedían la entrada de la luz solar en el panteón.

En el panteón real, que era de apariencia «humilde y sencilla», recibieron sepultura numerosos miembros de la realeza astur-leonesa durante varios siglos, y, según refieren los cronistas que lo contemplaron, las sepulturas se hallaban tan próximas entre sí, que no era posible andar sino pasando por encima de ellas y, debido a ello, varios miembros de la realeza no fueron sepultados en el panteón real, sino en la iglesia. No todos los cadáveres yacían en sepulcros murales o exentos, ya que varios individuos tenían sus tumbas en el suelo de la primitiva iglesia, y estaban cubiertas por lápidas de piedra ordinaria sin adornos y, en la mayoría de los casos, sin inscripciones, aunque había algunos sepulcros cobijados por arcos en las paredes del templo.

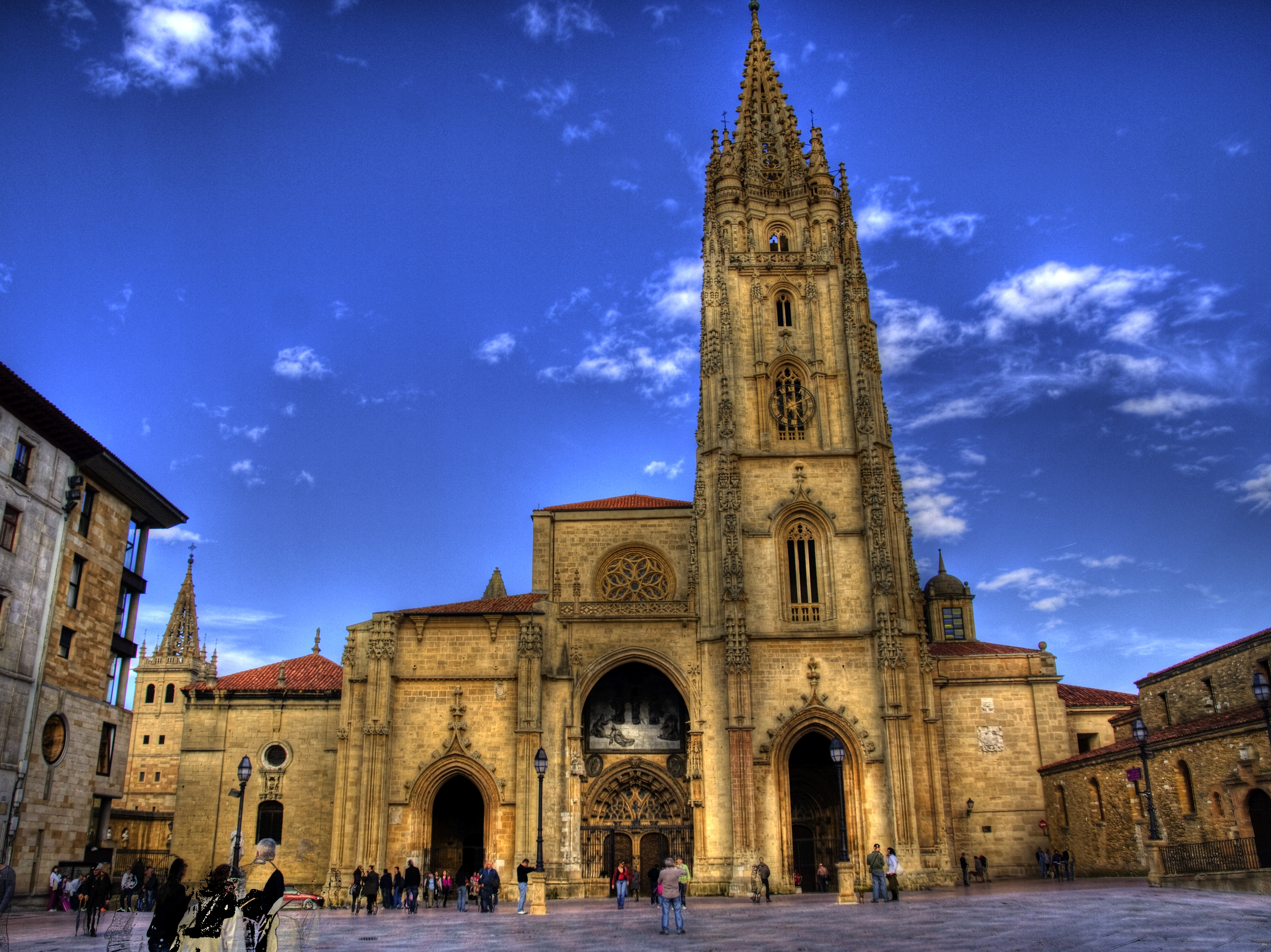
Fachada principal de la catedral de Oviedo.

Cerca de la escalera que comunicaba la iglesia con el coro alto o tribuna se encontraba una tumba que había sido muy venerada en el siglo XVI, debido a la creencia generalizada de que en ella descansaban cuerpos santos. No obstante, el cronista Ambrosio de Morales supuso en el mismo siglo que los restos allí sepultados ya habrían sido extraídos y depositados en otro lugar. Dicha tumba se hallaba cubierta con una losa de mármol, y en ella, aunque desgastada y casi ilegible, se conservaba una inscripción latina que rezaba «Adepti...Regna Celestia potiti».
En el panteón real, y junto a la entrada, se encontraba el sepulcro que supuestamente contenía los restos del rey Alfonso II, alzado dos pies sobre el suelo, y cubierto por una tapa acofrada carente de adornos y de inscripción, aunque la tradición y el lugar preeminente que ocupaba dicha tumba demostraban, en opinión de diversos historiadores, que en ella reposaban los restos del fundador de la iglesia y del panteón real. Fuera de este, y ya en la primitiva iglesia de Nuestra Señora del Rey Casto, recibieron sepultura varios miembros de la realeza:
- Fruela I de Asturias (722-768). Hijo de Alfonso I de Asturias y de la reina Ermesinda.[a]
- Munia de Álava (740-780), esposa del anterior y madre de Alfonso II.[12]
- Elvira Menéndez (m. 921), esposa de Ordoño II de León y madre de Alfonso IV y de Ramiro II.[13]
- Urraca Sánchez (m. 956), esposa de Ramiro II y madre de Sancho I de León.[14]
- Teresa Ansúrez (m. 997), esposa de Sancho I y madre de Ramiro III de León.[15][16]

### Campaña de Almanzor (986)

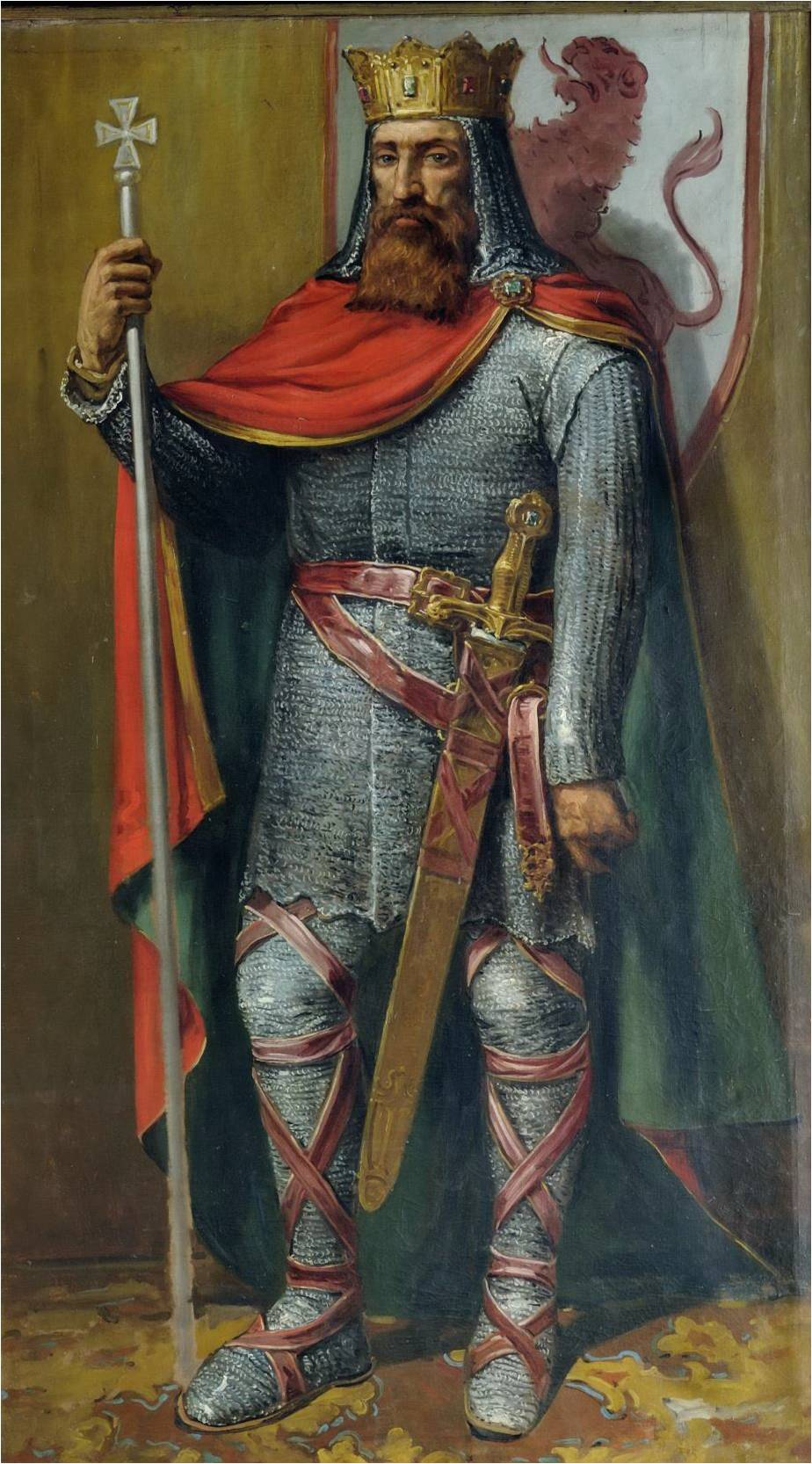
Retrato imaginario de Bermudo II. José María Rodríguez de Losada. (Ayuntamiento de León).

Durante la campaña llevada a cabo por Almanzor en el año 986 contra el reino de León, el rey Bermudo II ordenó trasladar a la iglesia de Nuestra Señora del Rey Casto de Oviedo los restos mortales de varios reyes, reinas e infantes, que se encontraban sepultados en León, Astorga y otros lugares, a fin de impedir que fueran profanados por las tropas musulmanas.
Los restos mortales de los monarcas e infantes fueron introducidos en siete cajas de madera y trasladados a la ciudad de Oviedo, y al no haber espacio suficiente en el panteón real para albergarlos, fueron depositados en la iglesia. En cada una de las siete cajas descansaban los restos de los siguientes individuos:
1. Alfonso III de Asturias y su esposa, Jimena de Asturias.[17]
2. Ordoño II de León y sus esposas Elvira Menéndez y Sancha de Pamplona.[18][17]
3. Ramiro II de León, Sancho I, Teresa Ansúrez, Ordoño III y la reina Elvira.[18]
4. Fruela II de León y su primera esposa, Nunilo Jimena.[19]
5. Elvira Ramírez, hija de Ramiro II y tutora del rey Ramiro III de León.[20]
6. Urraca Sánchez, esposa del rey Ramiro II de León.[17]
7. En la séptima se encontraban los restos de varios infantes e infantas.[17]

Tras la muerte de Almanzor, y la de su hijo Abd al-Malik al-Muzaffar, el rey Alfonso V repobló la ciudad de León y trasladó a ella la mayor parte de los restos de los reyes que su padre, el rey Bermudo II, había llevado a Oviedo. aunque en el panteón real de la iglesia de Ntra. Sra. del Rey Casto permanecieron los cadáveres de los reyes Alfonso III y Fruela II, y los de las reinas Jimena, Munia, Elvira, Urraca Sánchez y Teresa Ansúrez.

## El nuevo panteón de reyes

### Historia

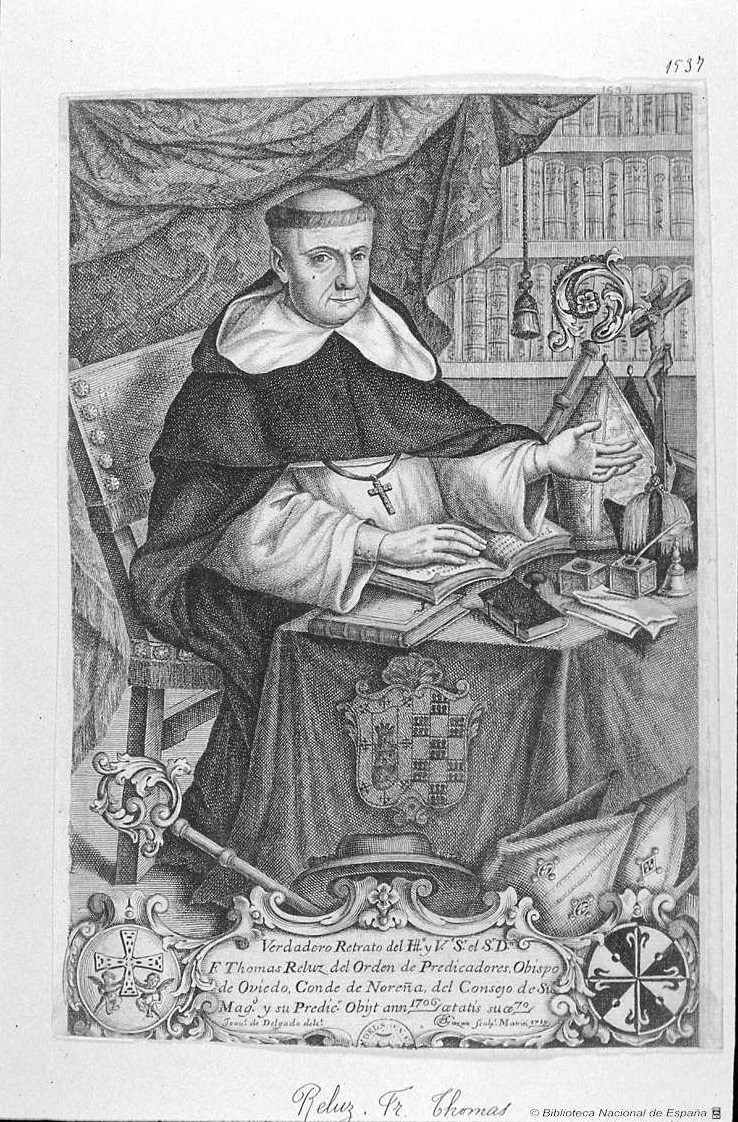
Fray Tomás Reluz, obispo de Oviedo. 1710. (Biblioteca Nacional de España).

A finales del siglo XVII aún se conservaba prácticamente intacto el primitivo panteón real, aunque tanto él como la primitiva iglesia de Nuestra Señora del Rey Casto, de la que formaba parte, se encontraban en muy mal estado de conservación. El 15 de mayo de 1696, el rey Carlos II otorgó una Real Cédula a la catedral de Oviedo y agregó los beneficios derivados de Tanes y Brañalonga a la fábrica de la iglesia, a fin de contribuir al mantenimiento y al adecentamiento de la iglesia de Nuestra Señora del Rey Casto, y varios años después, en 1705, el cabildo catedralicio ovetense envió un memorial al rey, en el que se dejó constancia del mal estado en el que se encontraba la iglesia y el panteón real y, junto con dicho documento, el obispo Tomás Reluz envió una carta al rey en la que recomendaba la demolición de la primitiva iglesia del Rey Casto.
En la nueva capilla de Nuestra Señora del Rey Casto, que fue levantada principalmente por voluntad del obispo Tomás Reluz a principios del siglo XVIII, el panteón real pasó a ocupar un espacio entre los pilares de la nave del Evangelio, estaba cerrado con una verja, y la luz penetraba en él a través de un óvalo. Dicha disposición ha sido interpretada por diversos historiadores como «una pérdida de la importancia» de la función de panteón real de la iglesia, en favor de su función como santuario mariano, ya que la capilla estaba destinada a albergar, al igual que la primitiva, la imagen de la Virgen de las Batallas o del Rey Casto. No obstante, la ubicación del nuevo panteón real a los pies de la nave del Evangelio, permitió dar mayor amplitud a la nave central de la nueva capilla.
El contrato para la construcción de la nueva capilla fue firmado el 10 de noviembre de 1705 por el obispo Tomás Reluz y por el maestro de obras Bernabé de Hazas. La construcción de la nueva capilla fue tasada en 24.000 ducados, y se estimó que las obras deberían finalizar a los tres años desde que comenzaran. El 2 de agosto de 1709 el cimborrio de la nueva capilla de Nuestra Señora del Rey Casto, que se estaba edificando en esos momentos, se derrumbó, ocasionando la muerte de varias personas, y en 1712 finalizaron las obras en la nueva capilla, aunque hasta 1717 no fue trasladada a ella la imagen de la Virgen del Rey Casto, que se encontraba provisionalmente en la capilla de Santa Bárbara de la catedral ovetense.

### Descripción

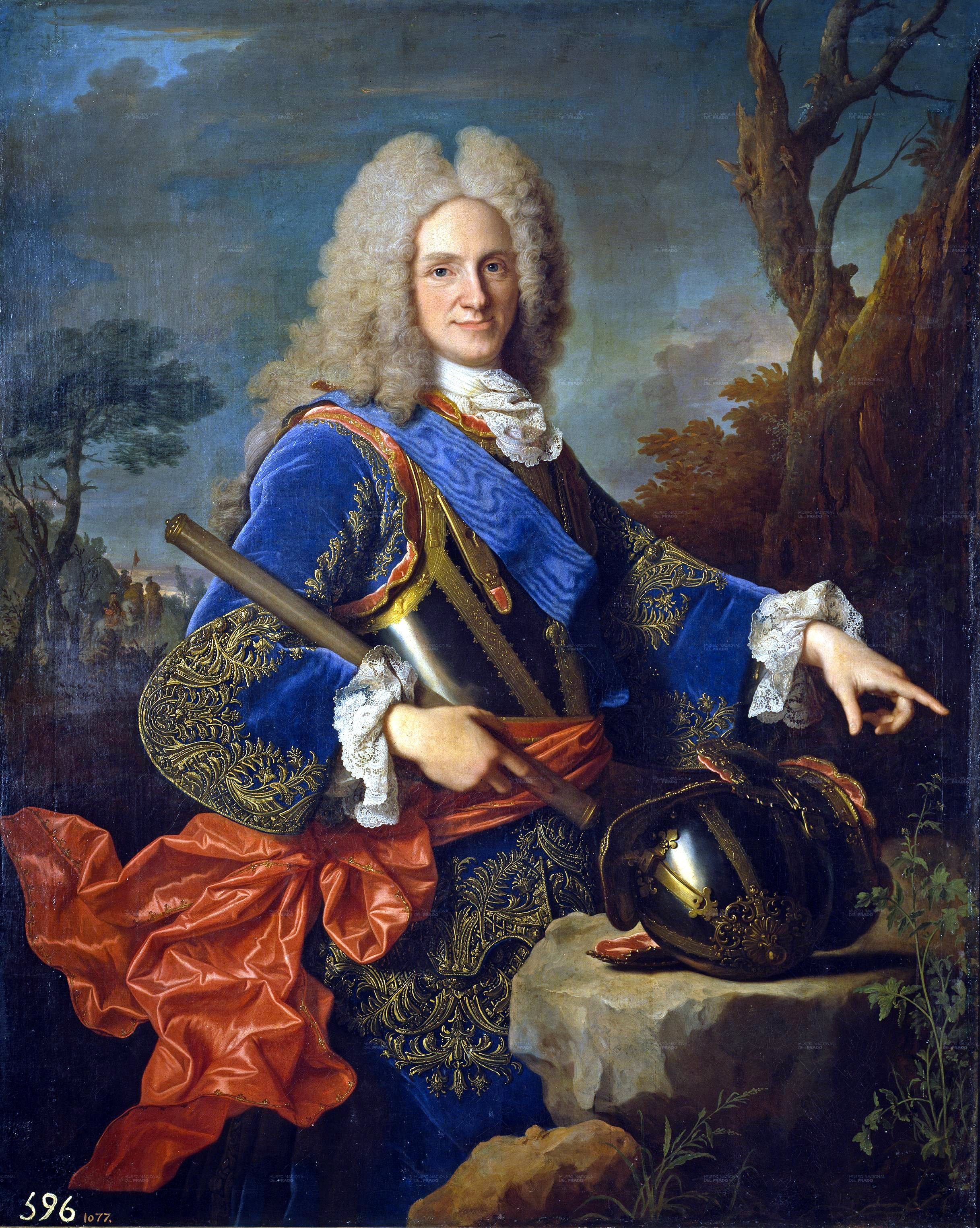
Felipe V de Borbón. Jean Ranc. 1723. (Museo del Prado).

El panteón real ocupa el último tramo del lado norte de la capilla de Nuestra Señora del Rey Casto, y es la parte más suntuosa del conjunto, debido a su decoración vegetal y heráldica, que llena todo el recinto. En seis nichos, con otras tantas urnas cinerarias, descansan en la actualidad los restos de diferentes miembros de la realeza astur-leonesa, y una lápida colocada en el muro de la capilla menciona los nombres de los individuos que fueron sepultados en este lugar, aunque contiene varios errores, como señaló el historiador Ricardo del Arco y Garay. Las rejas del panteón real y de la iglesia fueron realizadas por el rejero Andrés García Casielles, fueron colocadas en el año 1713, están adornadas con el escudo de armas del rey Felipe V de Borbón, que asumió el patronato de la capilla y el panteón real, y son similares a las de la capilla de la Anunciación de la catedral ovetense, aunque las de esta última carecen de escudo real.
En el centro del Panteón Real se halla colocado un sarcófago, cubierto por una lauda de mármol bajoimperial romana del siglo V, que contuvo el cuerpo de Ithacio, y es el único de los sepulcros del primitivo panteón que se conserva en la actualidad. Diversos autores afirman que este sarcófago fue utilizado para trasladar los restos mortales de Alfonso III y de su esposa, la reina Jimena de Asturias, desde la ciudad de Astorga hasta Oviedo, y en dicho sepulcro se encuentra esculpido el siguiente epitafio:

INCLVSI TENERVM PRAETIOSO MARMORE CORPVS AETERNAM IN SEDE NOMINIS ITHACII

Este sepulcro fue reutilizado en el panteón real durante la Edad Media, aunque se desconoce la identidad del miembro de la realeza que fue sepultado en él. La urna sepulcral es de piedra ordinaria y carece de adornos, y la tapa que la recubre es de mármol, de forma acofrada y más ancha por la cabeza que por los pies, y está cubierta enteramente de relieves.

### Monarcas sepultados en la actualidad
Los miembros de la realeza astur-leonesa que se encuentran sepultados en la actualidad en las urnas barrocas del panteón de reyes, según refieren diversos historiadores, son los siguientes:

#### Reyes

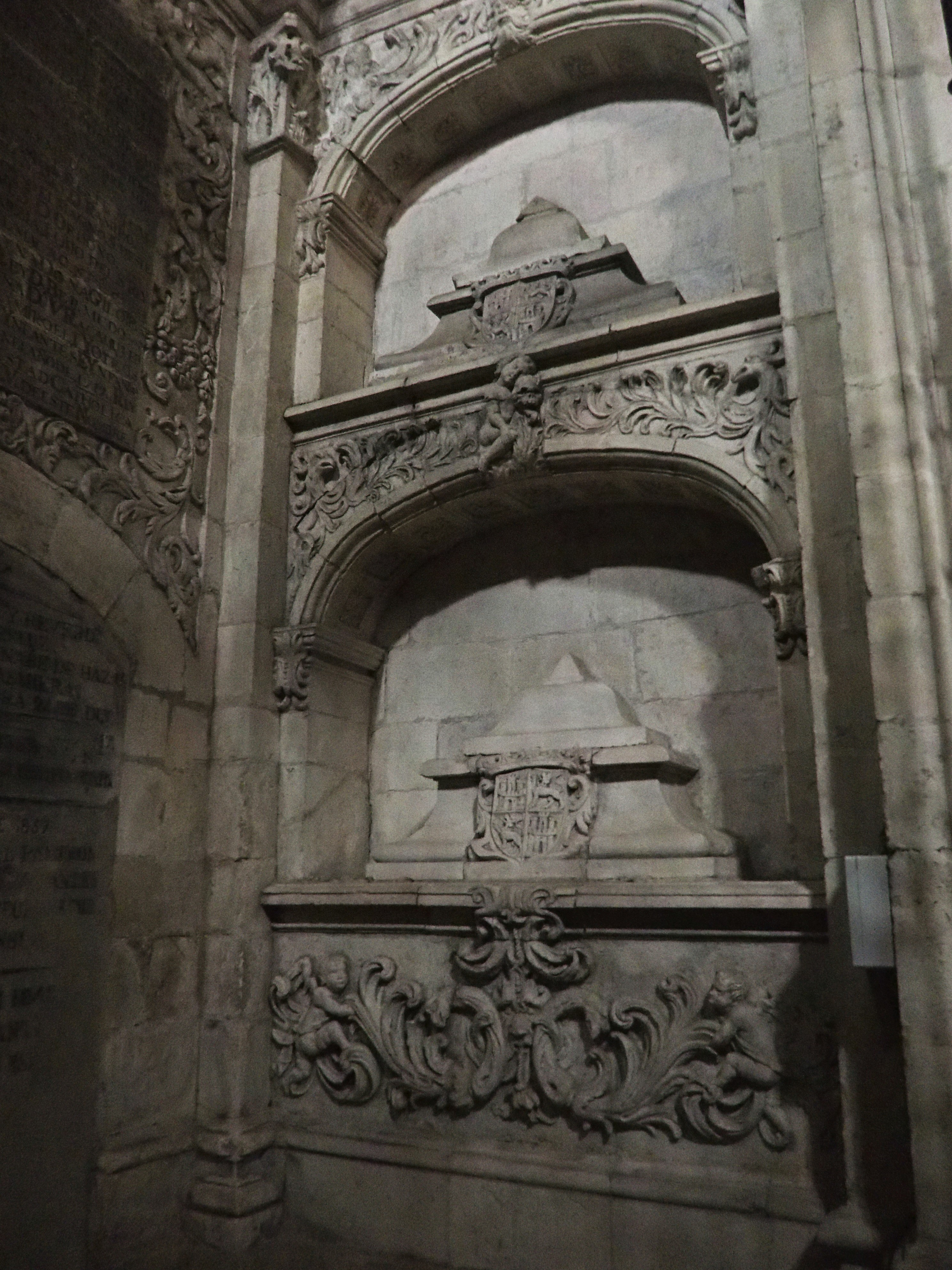
Panteón de reyes de la catedral de Oviedo.

- Fruela I de Asturias (722-768), hijo de Alfonso I de Asturias y de la reina Ermesinda.
- Bermudo I de Asturias (m. 797), sucesor del rey Mauregato de Asturias.[b][31]
- Alfonso II de Asturias (c.760-842), hijo de Fruela I y de Munia de Álava.[32]
- Ramiro I de Asturias (c.790-850), primo y sucesor del anterior e hijo de Bermudo I.[33]
- Ordoño I de Asturias (821-866), hijo y sucesor de Ramiro I.[34]
- Alfonso III de Asturias (c.852-910), hijo del anterior y de la reina Nuña.[12]
- García I de León (c.870-914), hijo del anterior y de la reina Jimena de Asturias.[12]
- Fruela II de León (c.875-925), hermano del anterior e hijo de Alfonso III.[21][c]

#### Reinas
- Munia de Álava (m. después de 768), esposa del rey Fruela I de Asturias y madre de Alfonso II de Asturias.
- Berta, esposa del rey Alfonso II.[36][31]
- Nuña, esposa de Ordoño I de Asturias y madre de Alfonso III.[34]
- Urraca, esposa de Ramiro I y madre de Ordoño I.[12]
- Jimena de Asturias (m. 912), esposa de Alfonso III y madre de los reyes García I, Ordoño II y Fruela II de León.[37]
- Elvira Menéndez (m. 921), esposa de Ordoño II y madre de Alfonso IV y Ramiro II de León.
- Nunilo Jimena, esposa de Fruela II de León.[19]
- Urraca Sánchez (m. 956), esposa de Ramiro II y madre de Sancho I de León.
- Teresa Ansúrez (m. 997), esposa de Sancho I de León y madre de Ramiro III de León.